# Arjen Robben
Arjen Robben (niederländisch [ˈɑrjən ˈrɔbə(n)] anhörenⓘ; * 23. Januar 1984 in Bedum, heute zu Het Hogeland, Niederlande) ist ein ehemaliger niederländischer Fußballspieler.
Beim FC Groningen wurde er Profi, wechselte nach Eindhoven und verließ als 20-Jähriger die Niederlande. Nach Stationen beim FC Chelsea und Real Madrid, mit beiden Vereinen gewann er die Meisterschaft, spielte er von 2009 bis 2019 beim FC Bayern München, mit dem er zahlreiche Titel gewann. Neben acht deutschen Meisterschaften gewann er die Champions League 2013, in deren Finale gegen Borussia Dortmund er das entscheidende Tor erzielte. Für die niederländische Nationalmannschaft bestritt er 96 Länderspiele und nahm mit ihr an drei Weltmeisterschaften und drei Europameisterschaften teil. 2010 wurde er mit der Niederlande Vizeweltmeister. Robben besetzte meist die Position des rechten Flügelstürmers, wurde aber vor seiner Zeit in München auch auf der linken Außenbahn oder zentral eingesetzt.
Nachdem er im Sommer 2019 seine aktive Laufbahn für beendet erklärt hatte, trainierte er zwischenzeitlich die Jugendmannschaft, in der sein Sohn spielte. Ab Sommer 2020 war er noch einmal für ein Jahr beim FC Groningen aktiv, bevor er seine Karriere im Sommer 2021 endgültig beendete.

## Karriere

### Anfänge und Groningen
Robben begann beim VV Bedum, dem in seinem Geburtsort ansässigen Amateurverein, mit dem Fußballspielen und wechselte mit zwölf Jahren in die Jugendakademie des FC Groningen. Am 3. Dezember 2000, mit erst 16 Jahren, bestritt er – nach Einwechslung für Leonardo dos Santos Silva in der 77. Minute – beim torlosen Unentschieden im Auswärtsspiel gegen den RKC Waalwijk sein erstes Spiel in der Eredivisie; es folgten 17 weitere Einsätze, in denen er zwei Tore erzielte. Robben wurde im Verein in seiner ersten Saison zum Spieler des Jahres gewählt. Gemeinsam mit dem ein halbes Jahr älteren Jordi Hoogstrate, dessen Laufbahn früh durch eine Knieverletzung beendet wurde, demonstrierte er die Stärke von Groningens Jugendakademie. In der Folgesaison wurde er zum Stammspieler und erzielte in 28 Spielen sechs Tore, davon zwei am 20. Februar 2002 beim 4:1-Sieg im Auswärtsspiel gegen den FC Den Bosch.

### PSV Eindhoven
Es wurden die drei großen Vereine Ajax Amsterdam, Feyenoord Rotterdam und PSV Eindhoven auf Robben aufmerksam. Lange Zeit schien es so, als würde er zu Ajax wechseln, aber als im Vertragsformular sein Name falsch geschrieben wurde, entschied Robbens Vater, dass Ajax nicht der richtige Klub für ihn sei. Er unterschrieb bei der PSV Eindhoven im Sommer 2001 einen Vertrag ab der Saison 2002/03, in der er mit 12 Toren in 33 Spielen zur 17. Meisterschaft beitrug. Sein Sturmpartner Mateja Kežman und er wurden von den PSV-Fans liebevoll „Batman und Robben“ genannt. Er gewann unter anderem auch den Titel „talentiertester Spieler des Jahres“. Nach diesem guten Jahr konnte die PSV in der Folgesaison nicht mit Ajax Amsterdam mithalten, und so ging es in der Liga nur noch um den zweiten Platz. Auch für Robben lief die Saison enttäuschend, denn mehrere Muskelverletzungen ließen nur 23 Ligaspiele zu, in denen er fünf Tore erzielte.

### FC Chelsea

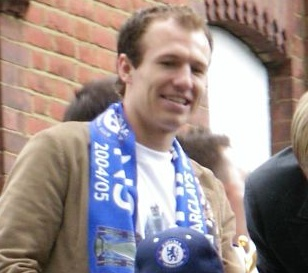
Meister mit Chelsea 2005

Nachdem Robben auch bei der Europameisterschaft 2004 beeindruckte, wurde er zur Saison 2004/05 von Chelsea-Manager José Mourinho für eine Ablösesumme von 13 Millionen Pfund Sterling verpflichtet. Nach einer verletzungsbedingten Pause zu Beginn der Saison 2004/05 kam Robben am 23. Oktober 2004 im Spiel gegen die Blackburn Rovers zu seinem Debüt für den FC Chelsea, als er in der 65. Spielminute für Aleksei Smertin eingewechselt wurde. In diesem Jahr bestritt er weitere 17 Ligaspiele und 5 Partien in der Champions League. Mit Chelsea wurde er 2005 englischer Meister. In der Folgesaison wurde dieser Erfolg wiederholt. Auf dem Weg zum erneuten Meistertitel schoss er 6 Tore in 28 Spielen. In der Saison 2006/07 erzielte er 2 Tore in 21 Ligaspielen. Im Laufe der Rückrunde meldete Real Madrid Interesse an einer Verpflichtung von Robben an. In seinen drei Jahren in London gewann er alle national möglichen Titel.

### Real Madrid

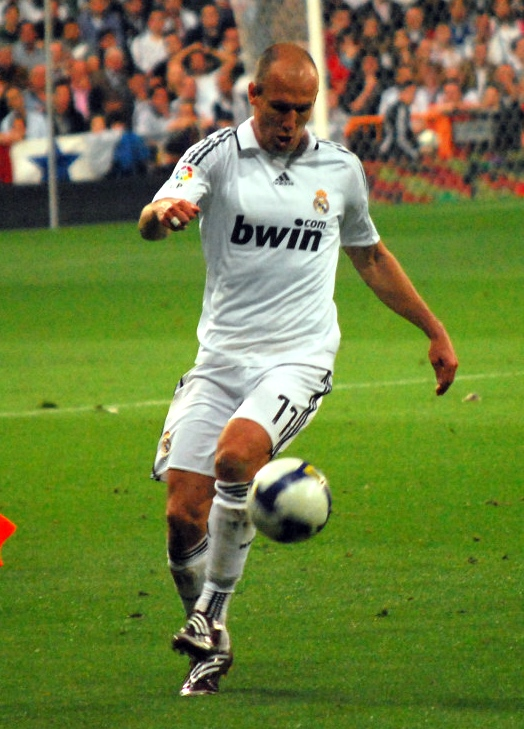
Robben im Trikot von Real Madrid (2009)

Bereits 2006 versprach Ramón Calderón bei seiner Kandidatur um die Präsidentschaft von Real Madrid Robben zum Verein zu holen. Die Sache wurde drängender, nachdem in der Vorsaison 2007/08 der deutsche Trainer Bernd Schuster um Verstärkungen ersuchte und dabei auch auf den Niederländer verwies. Für 24,5 Millionen Pfund kam der Wechsel schließlich am 22. August 2007 zustande. Und Robben, dem auch sehr viel an seinem Wechsel lag, erhielt einen Fünfjahresvertrag. Er debütierte für Real am 18. September beim 2:1 im Champions-League-Spiel gegen Werder Bremen, als er nach 84 Minuten für Raúl auf den Platz kam. Er wurde schnell fester Bestandteil der Mannschaft und trug mit vier Toren in 21 Ligaspielen zur spanischen Meisterschaft 2008 bei.
Zu Beginn der neuen Saison gewann er mit Real auch den spanischen Supercup in zwei Spielen gegen den Pokalsieger Valencia CF. In der Liga reichte es nurmehr zur Vizemeisterschaft. Wesentlich wurde aber für ihn der Wechsel von Trainer Bernd Schuster zu Juande Ramos ab dem 15. Spieltag. Ramos versetzte den linksfüßigen Linksaußen auf die rechte Seite. Dort wurde der Sprint an der Außenlinie zur Torlinie, von dort schräg zurück in den Strafraum und Schuss auf das Tor mit Links zu seinem Markenzeichen. Nachdem er bislang in jener Saison nur einmal getroffen hatte, erzielte er auf Rechts sechs weitere Treffer. Insgesamt kam er 2008/09 auf 29 Ligaspiele.
Zur Saison 2009/10 war mit Florentino Pérez ein neuer Präsident im Amt. Der verpflichtete den Chilenen Manuel Pellegrini als neuen Trainer und holte mit Cristiano Ronaldo und Kaká hochpreisige neue Spieler. Der 25-jährige Robben war überzählig geworden. Eher widerwillig ließ er sich schließlich dazu bewegen, den Verein zu verlassen.

### FC Bayern München

#### 2009/10

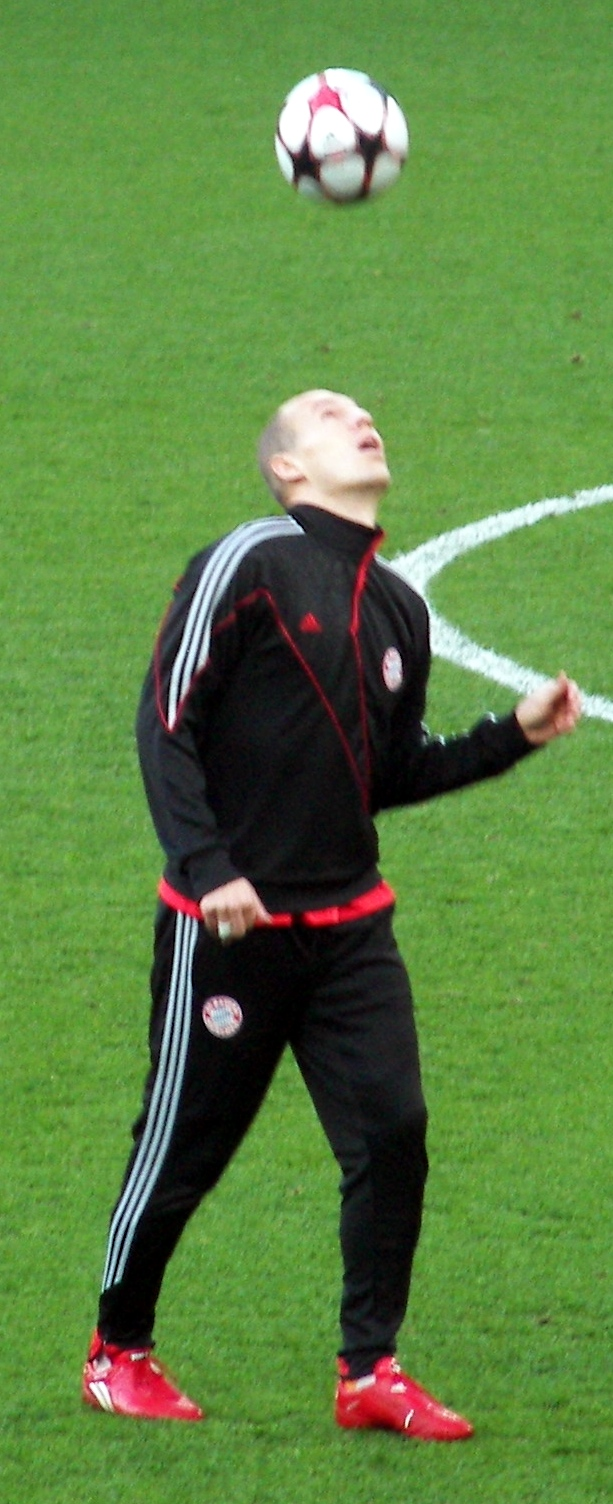
Robben vor dem Champions-League-Rückspiel gegen Manchester United (2010)

Beim FC Bayern war ab Saisonbeginn 2009/10 Louis van Gaal als Trainer verpflichtet. Am 28. August 2009 wurde die Verpflichtung Robbens für 24 Millionen Euro bekanntgegeben. Er erhielt einen Vierjahresvertrag und das Trikot mit der Nummer 10. Bereits einen Tag später im Bundesliga-Heimspiel gegen den VfL Wolfsburg – zur zweiten Halbzeit eingewechselt – erzielte er zwei Tore. Gemeinsam mit dem Franzosen Franck Ribéry auf der linken Seite formte Robben eine Flügelzange, die in den folgenden Jahren auch als „Robbery“ bekannt war. Als Mittelstürmer spielten abwechselnd der für 30 Millionen Euro aus Stuttgart geholte Mario Gómez, Miroslav Klose und Ivica Olić. Thomas Müller komplettierte die Sturmreihe des im 4-2-4-System antretenden FC Bayern München. Bastian Schweinsteiger, der bis dahin das Offensivspiel des FC Bayern München auf der rechten Seite vorantrieb, wurde von van Gaal zum „Sechser“ umfunktioniert.
In der Champions-League-Saison 2009/10 zeichnete Robben sich durch zwei spielentscheidende Tore aus. Sowohl im Achtelfinale gegen den AC Florenz als auch im Viertelfinale gegen Manchester United hatte der FC Bayern das Hinspiel daheim mit 2:1 gewonnen und lag im Rückspiel auswärts mit 1:3 im Rückstand. Arjen Robben erzielte jeweils den Anschlusstreffer zum 2:3-Endstand, wodurch der FC Bayern aufgrund der Auswärtstorregel jeweils die nächste Runde erreichte. Der FC Bayern München erreichte das Finale in Madrid, verlor dieses jedoch mit 0:2 gegen Inter Mailand.
Im DFB-Pokal-Halbfinale sorgte Robben durch den entscheidenden Treffer zum 1:0 n. V. beim FC Schalke 04 – ein Tor, bei dem er einen Sturmlauf über zwei Drittel des Feldes erfolgreich abschloss – ebenfalls für den Einzug ins Finale. Dort erzielte er beim 4:0-Sieg gegen Bremen nach 35 Minuten den Führungstreffer per Handelfmeter.
In der mit fünf Punkten Vorsprung auf Schalke 04 gewonnenen Meisterschaft erzielte er in 24 Spielen – er hatte einige Verletzungen – 16 Tore, womit er vor Thomas Müller mit 13 Treffern bester Torschütze der Bayern wurde. In der Bundesliga war er damit Fünfter; Torschützenkönig wurde Edin Džeko mit 22 Toren.
Nach Abschluss der Saison wurde er von der Vereinigung der Vertragsfußballspieler zum Spieler der Saison 2009/10 gewählt. Auch die Wahl zu Deutschlands Fußballer des Jahres 2010 entschied er – als vierter ausländischer Spieler und dritter in Serie – gegen Ende des Jahres für sich.

#### 2010/11
In einem Testländerspiel gegen die Auswahl Ungarns kurz vor der WM 2010 erlitt Robben einen Muskelfaserriss. Da er während der WM dennoch eingesetzt wurde, verschlimmerte sich das Ausmaß der Verletzung, wodurch er für die gesamte Hinrunde der Saison 2010/11 ausfiel. Zwischen dem FC Bayern München und dem niederländischen Fußballverband kam es zum Streit über die Schuldfrage. Der Verband willigte schließlich ein, im Mai 2012 ein Freundschaftsspiel beim FC Bayern zu bestreiten. Mit den Einnahmen sollte der Verein für den Ausfall Robbens entschädigt werden.
Am 15. Januar 2011 kehrte Robben zum Rückrundenstart gegen den VfL Wolfsburg zurück aufs Spielfeld. Er wurde für Franck Ribéry in der 25. Minute eingewechselt. In der darauffolgenden Partie gegen den 1. FC Kaiserslautern gehörte er zur Startelf und trug mit seinem Tor zum 1:0 zum 5:1-Erfolg bei. Robben kam in insgesamt 14 Bundesligaspielen auf 12 Tore und 10 Vorlagen.

#### 2011/12

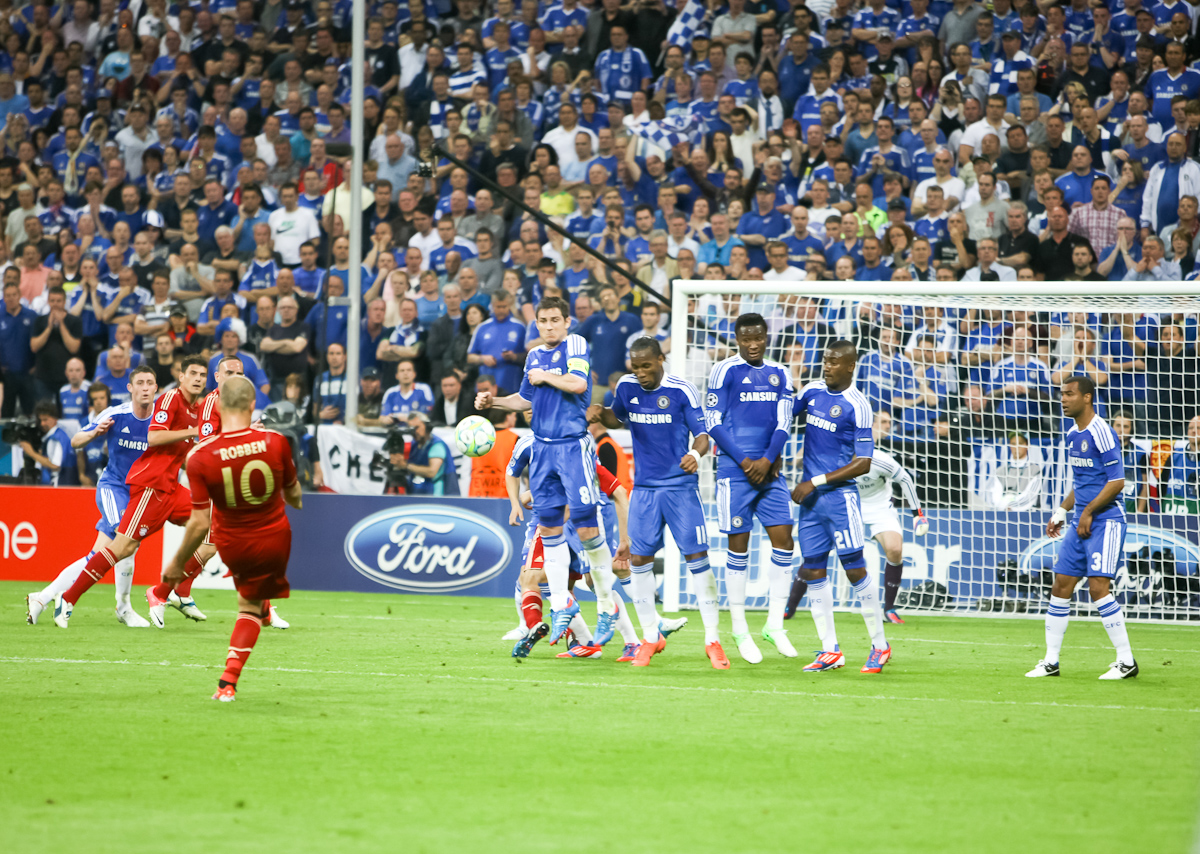
Robben bei der Ausführung eines Freistoßes im Champions-League-Finale 2012 gegen den FC Chelsea

Zu Jahresbeginn 2012 beließ ihn Trainer Jupp Heynckes, teils bedingt durch Verletzungen, zeitweise auf der Ersatzbank.
Am 11. April 2012 verschoss Robben im wichtigen Bundesliga-Spiel bei Borussia Dortmund einen Strafstoß und vergab eine weitere Torchance. Am 25. April 2012 verwandelte Robben einen Foulelfmeter im Halbfinalspiel der Champions League gegen Real Madrid in Madrid. Mit diesem Tor erreichte der FC Bayern München die Verlängerung und siegte letztlich im Elfmeterschießen. Mit dem FC Bayern München erreichte Robben in dieser Saison das Finale der Champions League. Dort verschoss er beim Stand von 1:1 in der 1. Hälfte der Verlängerung erneut einen wichtigen Elfmeter. Seine Mannschaft verlor letztlich im Elfmeterschießen mit 3:4 gegen den FC Chelsea.

#### 2012/13
Zu Saisonbeginn 2012/13 erlitt Robben mehrere Verletzungen, sodass er über die Rolle des Ergänzungsspielers nicht hinauskam. Auch wenn er nicht verletzt war, priorisierte ihn Heynckes nicht. Xherdan Shaqiri kam auf mehr Einsätze als Robben. Oft bevorzugte Heynckes ein 4-3-3-System mit Toni Kroos in der Mannschaft. Robben kam noch auf 16 Bundesligaspiele – dabei fünf Mal eingewechselt und sieben Mal ausgetauscht. In seinen 988 Minuten auf dem Platz traf er fünf Mal. Der FC Bayern München wurde mit 25 Punkten Vorsprung vor dem Titelverteidiger Borussia Dortmund Meister.
Am 27. Februar 2013 rückte er im DFB-Pokal-Viertelfinale jedoch für den rotgesperrten Franck Ribéry in die Startelf und schoss das Tor zum 1:0-Sieg über Borussia Dortmund. Der FC Bayern München gewann den Pokal schließlich mit einem 3:2-Sieg im Finale über VfB Stuttgart. Robben spielte insgesamt fünfmal und kam auf vier Tore.
In der Champions League kam Robben in der Gruppenphase und im Achtelfinale gegen Arsenal FC vier Mal zum Einsatz und traf dabei einmal. Als Toni Kroos sich beim Viertelfinalhinspiel bei Juventus Turin nach 16 Minuten einen Muskelbündelriss zuzog und damit für den Rest der Saison ausfiel, wurde Robben eingesetzt und spielte dauerhaft für den Rest der Saison. Der FC Bayern gewann beide Viertelfinalpartien gegen Juventus mit 2:0. Im Halbfinal-Hinspiel gegen den FC Barcelona gewann der FC Bayern mit 4:0. Robben leitete den ersten Treffer ein und erzielte selbst das 3:0. Im Rückspiel, das der FC Bayern München auswärts mit 3:0 gewann, erzielte er die Führung kurz nach der Halbzeit.
Im Champions-League-Finale im Londoner Wembley-Stadion gegen Borussia Dortmund war er der stärkste Feldspieler des FC Bayern München. In der 60. Minute bereitete er das 1:0 durch den kroatischen Mittelstürmer Mario Mandžukić vor, erzielte schließlich in der 89. Minute den 2:1-Siegtreffer und sicherte dem FC Bayern den im Vorjahr noch knapp verpassten Champions-League-Titel.
Durch den Gewinn vom Meisterschaft, Champions League und DFB-Pokal gewann der FC Bayern in jener Saison zum ersten Mal in seiner Geschichte das Triple.

#### 2013/14
Zu Beginn der Saison 2013/14 gewann Robben mit dem FC Bayern im Elfmeterschießen den UEFA Super Cup gegen seinen ehemaligen Verein FC Chelsea. Am 30. November 2013 traf er im Spiel gegen Eintracht Braunschweig zweimal und erzielte dabei mit dem Tor zum 1:0 sein 50. Bundesligator in seinem 90. Bundesligaspiel.
Im DFB-Pokal-Achtelfinale am 4. Dezember 2013 in Augsburg zog er sich bei seinem Treffer zum 1:0 bei einem Zusammenprall mit Torhüter Marwin Hitz eine Risswunde am Knie zu, die zu einer sechswöchigen Pause zwang. Die FIFA-Klub-Weltmeisterschaft 2013 in Marokko fand somit ohne ihn statt. Bis zu seiner Verletzung war er in 27 aufeinander folgenden Spielen an 29 Toren direkt beteiligt. Bei der Wahl zum Weltfußballer 2013 wurde Robben Achter. Am 24. Januar 2014 kehrte er im Auswärtsspiel gegen Borussia Mönchengladbach auf das Spielfeld zurück. Im DFB-Pokalfinale am 17. Mai 2014 erzielte er in der 107. Minute das 1:0 beim 2:0-Sieg über Borussia Dortmund. Am Saisonende wurde er Dritter bei der Wahl zum „UEFA Best Player in Europe 2014“. Er wurde von den Bayern-Fans zum „Bayern-Spieler der Saison 2013/14“ gewählt.

#### 2014/15

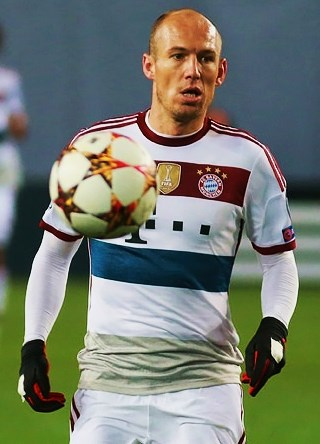
Robben im Champions-League-Spiel bei ZSKA Moskau (2014)

Am 27. Februar 2015 (23. Spieltag) erzielte Robben beim 4:1-Heimsieg gegen den 1. FC Köln mit dem Treffer zum 3:1 sein 17. Saisontor und übertraf damit seinen bisherigen Bestwert aus der Saison 2009/10, in der er auf 16 Saisontore kam. Am 7. März 2015 erreichte Robben mit dem 3:1-Auswärtssieg des FC Bayern gegen Hannover 96 seinen 100. Bundesligasieg im 126. Bundesligaspiel und stellte damit einen neuen Bundesligarekord auf. Den bisherigen Rekord hatten Willy Sagnol und Thomas Müller, die jeweils 148 Spiele für die ersten 100 Siege in der Bundesliga benötigten, gehalten. Bei der 0:2-Heimniederlage gegen Borussia Mönchengladbach am 22. März 2015 musste Robben in der 24. Spielminute ausgewechselt werden. Er erlitt einen Bauchmuskelriss und fiel mehrere Wochen aus. Am 28. April 2015 gab er im DFB-Pokal-Halbfinalspiel gegen Borussia Dortmund sein Comeback, als er in der 68. Spielminute eingewechselt wurde. Jedoch wurde er 16 Minuten später wieder ausgewechselt, nachdem er sich einen Muskelbündelriss in der linken Wade zugezogen hatte, was wiederum sein vorzeitiges Saisonende bedeutete.

#### 2015/16
Zur Saisonvorbereitung 2015/16 stieg Robben wieder ins Mannschaftstraining ein. Am 29. August 2015 bestritt er gegen Bayer 04 Leverkusen sein 130. Bundesligaspiel und überholte damit Roy Makaay (129 Bundesligaspiele) als Niederländer mit den meisten Einsätzen für Bayern München.

#### 2016/17

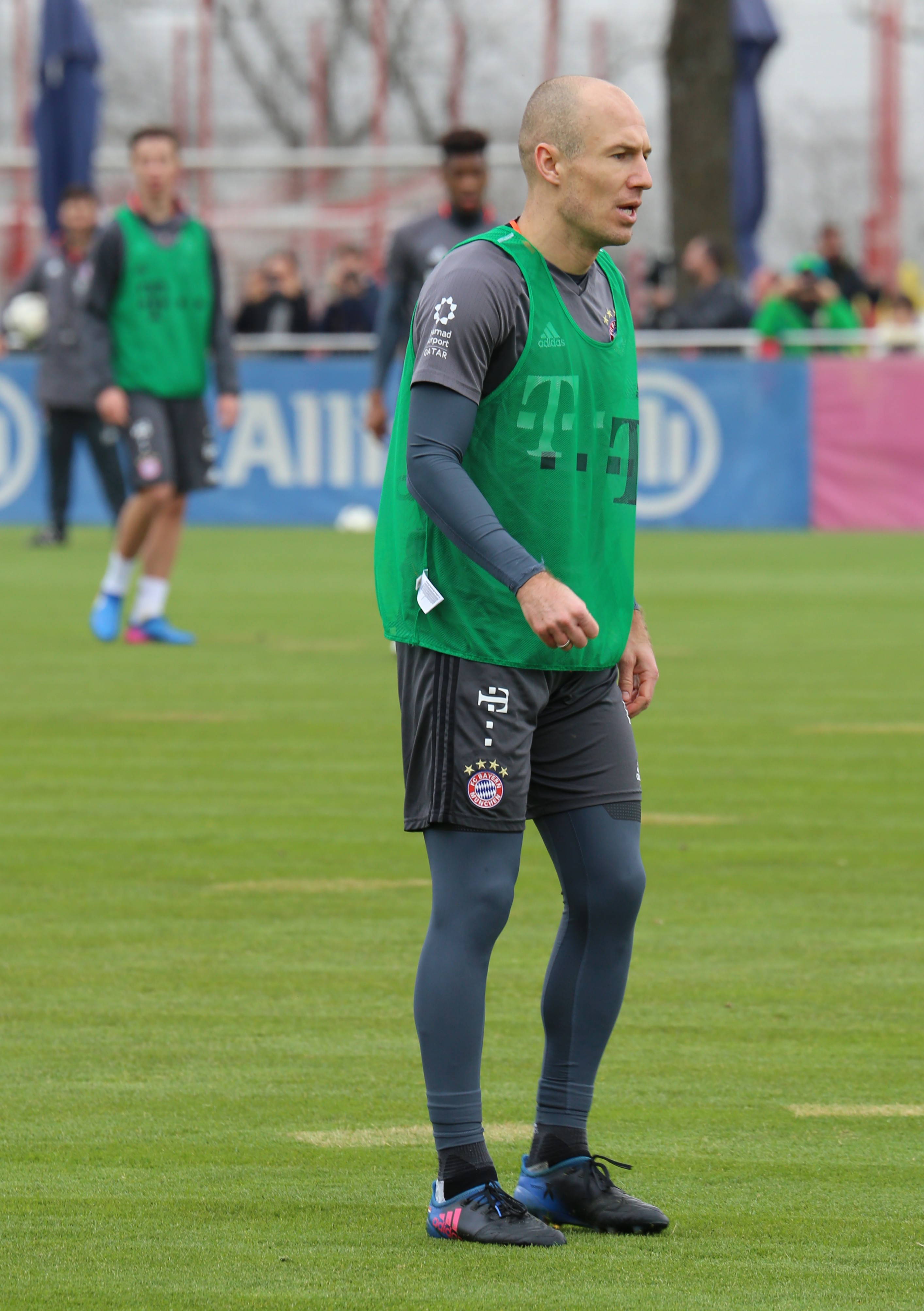
Robben beim Training (2017)

Nachdem Robben den Saisonbeginn 2016/17 erneut verletzungsbedingt verpasst hatte, kam er am 21. September 2016 (4. Spieltag) gegen Hertha BSC zu seinem ersten Pflichtspieleinsatz und erzielte dabei den Treffer zum 3:0-Endstand. Am 2. Dezember 2016 bestritt Robben beim 3:1-Auswärtssieg gegen den 1. FSV Mainz 05 sein 150. Bundesligaspiel und traf dabei per Kopfball zum zwischenzeitlichen 2:1. 2017 gewann er zum fünften Mal in Folge die deutsche Meisterschaft.

#### 2017/18
Mit dem Tor zum 2:0 beim 2:2 im Heimspiel gegen den VfL Wolfsburg am 22. September 2017 zog er mit Giovane Élber als erfolgreichstem ausländischen Torschützen der Bayern mit 92 Toren gleich. Am 18. Oktober 2017 bestritt Robben beim 3:0-Sieg gegen Celtic Glasgow sein 100. Spiel in der UEFA Champions League und war nach Clarence Seedorf (125 Spiele) erst der zweite Niederländer, der diese Marke erreicht hat. Mit dem Tor zum 1:0 beim 3:1-Sieg im Auswärtsspiel gegen Borussia Dortmund am 4. November 2017 wurde er zum erfolgreichsten ausländischen Torschützen des FC Bayern München und zum treffsichersten Niederländer in der Bundesliga. 2018 gewann er zum sechsten Mal in Folge die deutsche Meisterschaft. Sein auslaufender Vertrag mit dem FC Bayern München wurde um ein Jahr bis Sommer 2019 verlängert.

#### 2018/19
Im Dezember 2018 kündigte Robben an, nach der Saison den FC Bayern München zu verlassen. Am Saisonende gewann er nach insgesamt 10 Jahren beim FC Bayern seine achte deutsche Meisterschaft und seinen fünften Deutschen Pokal. Sein letztes Bundesligaspiel bestritt er am 18. Mai 2019 beim 5:1-Heimsieg gegen Eintracht Frankfurt. Dabei erzielte er mit seinem 99. Treffer in der „Beletage“ das Tor zum Endstand. Insgesamt bestritt er 201 Partien in der höchsten deutschen Spielklasse.
Am 4. Juli 2019 verkündete er trotz vorliegender Vertragsangebote, beispielsweise aus den Vereinigten Staaten und China, sein Karriereende.

### FC Groningen
Im Juni 2020 gab Robbens Jugendverein FC Groningen die Rückkehr des Flügelspielers, der einen Einjahresvertrag unterzeichnete, bekannt. In einem Testspiel gegen Arminia Bielefeld (Endstand 1:1) erzielte er 18 Jahre nach seinem letzten Treffer für Groningen wieder ein Tor für seinen Heimatverein, zur zwischenzeitlichen 1:0-Führung. Er bestritt 7 Spiele in der Ehrendivision und ein Spiel in der UEFA Europa League und somit 8 Pflichtspiele. Am 7. November 2021 wurde Robben beim FC Groningen verabschiedet und beendete endgültig seine aktive Karriere.

## Nationalmannschaft

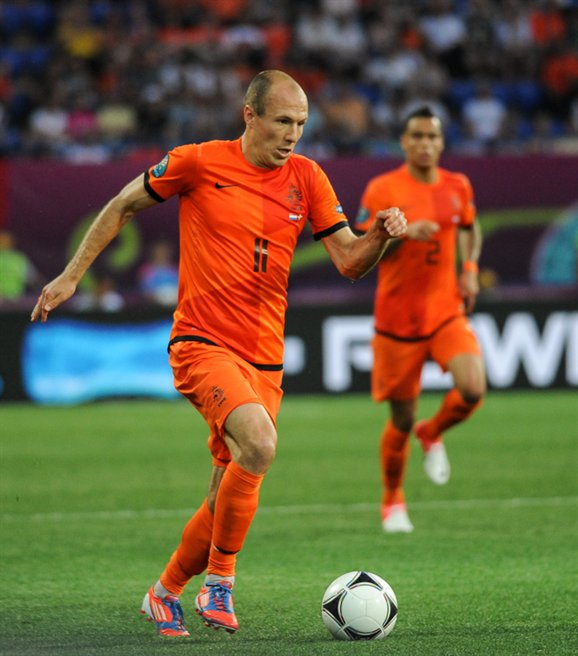
Robben beim EM-Spiel gegen Dänemark (2012)

Am 30. April 2003 gab Robben sein Debüt in der A-Nationalmannschaft beim 1:1-Unentschieden gegen die Auswahl Portugals unter Bondscoach Dick Advocaat. Bei der Europameisterschaft 2004 kam er zu vier Einsätzen und verdrängte Marc Overmars aus der Stammelf. Zudem verwandelte er den entscheidenden Elfmeter gegen die Auswahl Schwedens und sicherte den Niederländern den Einzug ins Halbfinale, das mit 1:2 gegen die Auswahl Portugals verloren wurde.
Bei der Weltmeisterschaft 2006 in Deutschland gehörte Robben zum Spielerkader der Elftal, für die er als Stammspieler drei Spiele absolvierte und dabei das 1:0-Siegtor im Vorrundenspiel gegen die Auswahl Serbien/Montenegros erzielte. Auch bei der Europameisterschaft 2008 gehörte er dem Kader der Niederlande an, wurde in zwei Spielen eingesetzt und erzielte ein Tor.
Bei der Weltmeisterschaft 2010 in Südafrika erreichte er mit der Mannschaft das Finale. Er spielte in den ersten Partien wegen seiner in der WM-Vorbereitung erlittenen Muskelverletzung nicht und kam erstmals im letzten Vorrundenspiel gegen Kamerun zum Einsatz. Seinen ersten Einsatz von Spielbeginn an hatte er im Achtelfinalspiel gegen die Slowakei, in dem er auch das 1:0 erzielte. Auf dem Weg ins Endspiel markierte er im Halbfinale gegen Uruguay mit dem Treffer zum 3:1 ein weiteres Tor. Das Finale verlor er mit der Mannschaft mit 0:1 nach Verlängerung gegen Spanien.
Bei der EM 2012 schied Robben mit der niederländischen Mannschaft nach drei Niederlagen in der Gruppenphase aus dem Turnier aus.
Bei der Weltmeisterschaft 2014 in Brasilien erzielte er im ersten Gruppenspiel beim 5:1 gegen Titelverteidiger Spanien zwei Tore. Nach der Niederlage im Halbfinale gegen Argentinien wurde das Spiel um den dritten Platz gegen Brasilien gewonnen. Robben wurde mit dem Bronzenen Ball als drittbester Spieler der WM 2014 geehrt und in das All-Star-Team der WM gewählt.
Robben trat Ende August 2015 die Nachfolge von Robin van Persie als Mannschaftskapitän der „Elftal“ an. Exakt ein Jahr nach seinem letzten Länderspiel kam er am 13. November 2016 im Qualifikationsspiel für die Weltmeisterschaft 2018 beim 3:1-Auswärtssieg gegen Luxemburg wieder zum Einsatz und erzielte das Tor zum 1:0 in der 36. Minute. Nachdem die Mannschaft trotz eines 2:0-Sieges gegen den Gruppenzweiten Schweden jedoch die Qualifikation verpasst hatte, trat er am 11. Oktober 2017 vom Team zurück. In 96 A-Länderspielen erzielte Robben 37 Tore.

## Spielweise
Robben war ein klassischer Flügelspieler, der auf beiden Außenbahnen eingesetzt wurde. So spielte er beim FC Bayern München rechtsaußen, während er in der Nationalelf lange Zeit linksaußen eingesetzt worden war, ehe er bei der WM 2010 auf eigenen Wunsch ebenfalls auf rechtsaußen zum Einsatz kam. Wegen seiner Schnelligkeit, seiner Technik, seiner engen Ballführung und Torgefährlichkeit galt er als einer der besten Außenspieler der Welt.
Ein charakteristisches Merkmal in Robbens Spielweise war sein schneller Antritt über die Außenbahn, um dann kurz vor dem gegnerischen Strafraum nach innen zu ziehen und meist vom rechten Flügel aus an der Strafraumkante den Abschluss zu suchen. Vor allem im Trikot des FC Bayern München gelangen ihm so zahlreiche Torerfolge.

## Sonstiges
Robben war im ersten Halbjahr bis zum Endspiel der Weltmeisterschaft 2010 unter den 23 nominierten Spielern zum Weltfußballer des Jahres 2010. Da er die komplette zweite Jahreshälfte aufgrund seiner Verletzung verpasst hatte, belegte er letztendlich den 14. Platz.
Robben erzielte als erster Spieler in drei DFB-Pokal-Endspielen jeweils ein Tor: das 1:0 beim 4:0-Sieg gegen Bremen 2010, das 1:1 bei der 2:5-Niederlage gegen Dortmund 2012 und das 1:0 beim 2:0-Sieg gegen Dortmund 2014. Nach ihm schaffte das auch Robert Lewandowski, der 2012, 2018, 2019 und 2020 insgesamt 8 Tore erzielte.
Robben ist seit Juni 2007 verheiratet und Vater einer Tochter und zweier Söhne. Sein Vater Hans ist sein Berater.
Ab Herbst 2019 trainierte Robben für mehrere Monate die F2-Junioren des TSV Grünwald in seinem Wohnort Grünwald unmittelbar südlich der Münchner Stadtgrenze.
Arjen Robben bestritt 2022 den Rotterdam-Marathon in 3:13:40 h. Es war sein erster Marathonlauf. 2023 trat er zu seinem zweiten Marathon wieder an und unterbot mit 2:58:33 h die von ihm anvisierte Drei-Stunden-Marke.

## Titel und Auszeichnungen

### Titel
International
- Champions-League-Sieger: 2013
- UEFA-Super-Cup-Sieger: 2013

Niederlande
- Meister: 2003
- Supercupsieger: 2003

England
- Meister (2): 2005, 2006
- Pokalsieger: 2007
- Ligapokalsieger (2): 2005, 2007
- Supercupsieger: 2005

Spanien
- Meister: 2008
- Supercupsieger: 2008

Deutschland

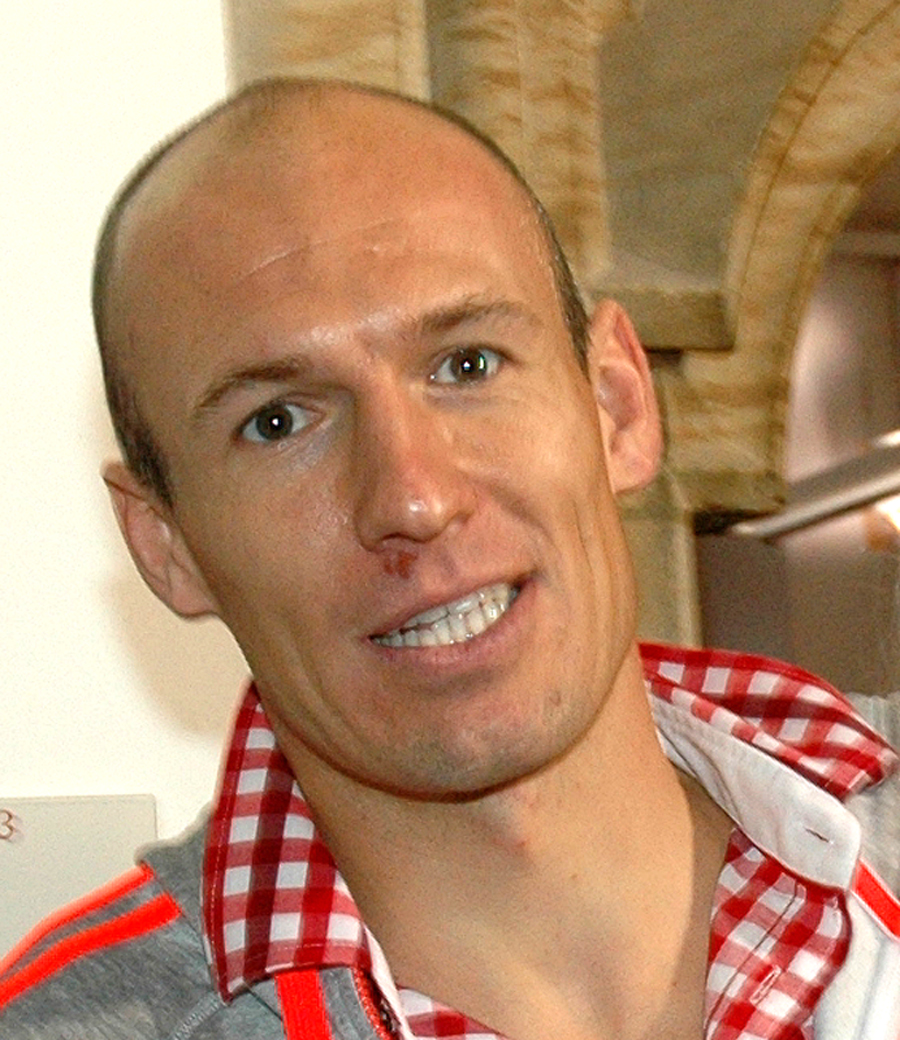
Robben nach dem Triple-Erfolg des FC Bayern München 2013

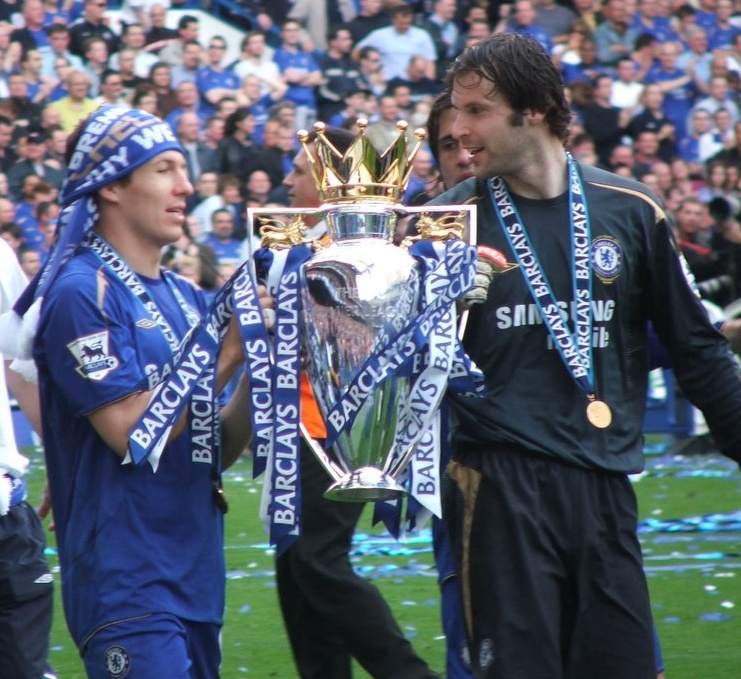
Robben und Petr Čech nach dem Gewinn der englischen Meisterschaft (2006)

- Meister (8): 2010, 2013, 2014, 2015, 2016, 2017, 2018, 2019
- Pokalsieger (5): 2010, 2013, 2014, 2016, 2019
- Supercupsieger (2): 2012, 2018

### Auszeichnungen
- Talent des Jahres der Niederlande 2003
- Johan Cruijff Prijs 2003
- Englands Fußballer des Monats November 2004
- Europas Nachwuchsspieler des Jahres 2005
- Torschütze des Monats Januar 2010,[39] März 2010,[40] April 2010,[41] Februar 2013[42]
- Deutschlands Fußballer des Jahres 2010
- Kicker-Mittelfeldspieler des Jahres (Außenbahn offensiv): 2010
- VDV-Spieler der Saison 2009/10
- FIFA/FIFPro World XI 2014
- UEFA Team of the Year 2011, 2014
- Mitglied der VDV 11: 2010, 2011, 2014, 2015
- UEFA Man of the Match UEFA-Champions-League-Finale 2013
- Man of the Match in den Spielen gegen Australien, Chile und Brasilien bei der WM 2014
- Bronzener Ball bei der WM 2014
- All-Star-Team der WM 2014
- Dritter bei der Wahl zum UEFA Best Player in Europe 2014
- Nominierung zur Wahl des FIFA-Weltfußballers des Jahres: 2013, 2014[43]
- Niederländischer Sportler des Jahres: 2014[44]
- Einstufung als Weltklasse in der Rangliste des deutschen Fußballs: Sommer 2010, Sommer 2011, Sommer 2013, Winter 2013/14, Sommer 2014, Winter 2014/15, Sommer 2015, Sommer 2017
- Mannschaft des Jahres: 2013 (als Mitglied des FC Bayern München)
- Laureus World Sports Award: 2014 (als Mitglied des FC Bayern München)

## Karrierestatistik
| Verein            | Liga             | Saison          | Liga   | Liga | Nat. Pokal | Nat. Pokal | Europapokal | Europapokal | Andere | Andere | Gesamt | Gesamt |
| Verein            | Liga             | Saison          | Spiele | Tore | Spiele     | Tore       | Spiele      | Tore        | Spiele | Tore   | Spiele | Tore   |
| ----------------- | ---------------- | --------------- | ------ | ---- | ---------- | ---------- | ----------- | ----------- | ------ | ------ | ------ | ------ |
| FC Groningen      | Eredivisie       | 2000/01         | 18     | 2    | -          | -          | -           | -           | -      | -      | 18     | 2      |
| FC Groningen      | Eredivisie       | 2001/02         | 28     | 6    | 6          | 4          | -           | -           | -      | -      | 34     | 10     |
| Gesamt            | Gesamt           | Gesamt          | 46     | 8    | 6          | 4          | -           | -           | -      | -      | 52     | 12     |
| PSV Eindhoven     | Eredivisie       | 2002/03         | 33     | 12   | 3          | 0          | 4           | 1           | 1      | 0      | 41     | 13     |
| PSV Eindhoven     | Eredivisie       | 2003/04         | 23     | 5    | 2          | 0          | 8           | 2           | 1      | 1      | 34     | 8      |
| Gesamt            | Gesamt           | Gesamt          | 56     | 17   | 5          | 0          | 12          | 3           | 2      | 1      | 75     | 21     |
| FC Chelsea        | Premier League   | 2004/05         | 18     | 7    | 2          | 0          | 5           | 1           | 4      | 1      | 29     | 9      |
| FC Chelsea        | Premier League   | 2005/06         | 28     | 6    | 4          | 1          | 6           | 0           | 2      | 0      | 40     | 7      |
| FC Chelsea        | Premier League   | 2006/07         | 21     | 2    | 4          | 0          | 8           | 1           | 4      | 0      | 37     | 3      |
| Gesamt            | Gesamt           | Gesamt          | 67     | 15   | 10         | 1          | 19          | 2           | 10     | 1      | 106    | 19     |
| Real Madrid       | Primera División | 2007/08         | 21     | 4    | 2          | 1          | 5           | 0           | -      | -      | 28     | 5      |
| Real Madrid       | Primera División | 2008/09         | 29     | 7    | -          | -          | 6           | 1           | 2      | 0      | 37     | 8      |
| Gesamt            | Gesamt           | Gesamt          | 50     | 11   | 2          | 1          | 11          | 1           | 2      | 0      | 65     | 13     |
| FC Bayern München | Bundesliga       | 2009/10         | 24     | 16   | 3          | 3          | 10          | 4           | -      | -      | 37     | 23     |
| FC Bayern München | Bundesliga       | 2010/11         | 14     | 12   | 2          | 1          | 2           | 0           | -      | -      | 18     | 13     |
| FC Bayern München | Bundesliga       | 2011/12         | 24     | 12   | 3          | 2          | 9           | 5           | -      | -      | 36     | 19     |
| FC Bayern München | Bundesliga       | 2012/13         | 16     | 5    | 5          | 4          | 9           | 4           | 1      | 0      | 31     | 13     |
| FC Bayern München | Bundesliga       | 2013/14         | 28     | 11   | 5          | 4          | 10          | 4           | 2      | 2      | 45     | 21     |
| FC Bayern München | Bundesliga       | 2014/15         | 21     | 17   | 2          | 0          | 7           | 2           | -      | -      | 30     | 19     |
| FC Bayern München | Bundesliga       | 2015/16         | 15     | 4    | 3          | 0          | 3           | 2           | 1      | 1      | 22     | 7      |
| FC Bayern München | Bundesliga       | 2016/17         | 26     | 13   | 3          | 0          | 8           | 3           | -      | -      | 37     | 16     |
| FC Bayern München | Bundesliga       | 2017/18         | 21     | 5    | 4          | 2          | 9           | 0           | -      | -      | 34     | 7      |
| FC Bayern München | Bundesliga       | 2018/19         | 12     | 4    | 2          | 0          | 4           | 2           | 1      | 0      | 19     | 6      |
| Gesamt            | Gesamt           | Gesamt          | 201    | 99   | 32         | 16         | 71          | 25          | 5      | 3      | 309    | 144    |
| FC Groningen      | Eredivisie       | 2020/21         | 7      | 0    | 0          | 0          | 1           | 0           | -      | -      | 8      | 0      |
| Gesamt            | Gesamt           | Gesamt          | 7      | 0    | 0          | 0          | 1           | 0           | 0      | 0      | 8      | 0      |
| Karriere Gesamt   | Karriere Gesamt  | Karriere Gesamt | 427    | 150  | 55         | 22         | 114         | 32          | 19     | 5      | 607    | 209    |